# 旧制高等学校記念館
旧制高等学校記念館（きゅうせいこうとうがっこうきねんかん）は長野県松本市県にある松本市立の博物館。1993年にあがたの森公園内に開館した。全国の旧制高等学校に関する様々な資料を集め展示している。松本市立博物館の分館。
前身は隣接して建つ旧制松本高等学校校舎内に1981年に開設された「旧制松本高等学校記念館」で、その校舎は現在「あがたの森文化会館」として活用されている（1970年頃までは、信州大学文理学部校舎であった）。

## 施設
1階
- フリースペース、ギャラリー、談話室、ミュージアムカフェ

2階
- 展示室 - 全国の旧制高等学校と、地元松本高等学校の紹介

3階
- 展示室 - 旧制高等学校卒業生である文化人の紹介

## 利用情報
- 開館時間 - 午前9時～午後5時（入館は午後4時30分まで）
- 休館日 - 月曜（祝日の場合は翌日）、年末年始
- 入場料 - 無料

## 交通アクセス
- JR松本駅 徒歩15分

## 周辺情報
- 旧制松本高等学校
- あがたの森公園
- 松本市美術館
- 松本市はかり資料館
- 中町蔵の会館